# Список реп-альбомів № 1 у 2014 році (США)
Нижче наведено музичні альбоми, що посіли 1-шу сходинку чарту Rap Albums у 2014 р. Billboard публікує чарти з датою в приблизно 18 днів наперед від дати виходу альбому.
| † | Позначає найпродаваніший реп-альбом 2014 |

| Дата виходу чарту | Альбом                         | Виконавець               |
| ----------------- | ------------------------------ | ------------------------ |
| 4 січня           | The Marshall Mathers LP 2      | Eminem                   |
| 11 січня          | The Marshall Mathers LP 2      | Eminem                   |
| 18 січня          | The Marshall Mathers LP 2      | Eminem                   |
| 25 січня          | My Own Lane                    | Kid Ink                  |
| 1 лютого          | The Marshall Mathers LP 2      | Eminem                   |
| 8 лютого          | The Marshall Mathers LP 2      | Eminem                   |
| 15 лютого         | The Heist                      | Macklemore та Раян Льюїс |
| 22 лютого         | The Marshall Mathers LP 2      | Eminem                   |
| 1 березня         | The Marshall Mathers LP 2      | Eminem                   |
| 8 березня         | The Marshall Mathers LP 2      | Eminem                   |
| 15 березня        | Oxymoron                       | Schoolboy Q              |
| 22 березня        | Mastermind                     | Рік Росс                 |
| 29 березня        | Mastermind                     | Рік Росс                 |
| 5 квітня          | My Krazy Life                  | YG                       |
| 12 квітня         | My Krazy Life                  | YG                       |
| 19 квітня         | My Krazy Life                  | YG                       |
| 26 квітня         | My Krazy Life                  | YG                       |
| 3 травня          | The Marshall Mathers LP 2      | Eminem                   |
| 10 травня         | Honest                         | Future                   |
| 17 травня         | The New Classic                | Іґґі Азалія              |
| 24 травня         | Strangeulation                 | Tech N9ne                |
| 31 травня         | The New Classic                | Іґґі Азалія              |
| 7 червня          | The New Classic                | Іґґі Азалія              |
| 14 червня         | The New Classic                | Іґґі Азалія              |
| 21 червня         | Animal Ambition                | 50 Cent                  |
| 28 червня         | Animal Ambition                | 50 Cent                  |
| 5 липня           | The New Classic                | Іґґі Азалія              |
| 12 липня          | These Things Happen            | G-Eazy                   |
| 19 липня          | Thanks for Listening           | Кольт Форд               |
| 26 липня          | Closer                         | Майк Стад                |
| 2 серпня          | The New Classic                | Іґґі Азалія              |
| 9 серпня          | Nobody's Smiling               | Common                   |
| 16 серпня         | The New Classic                | Іґґі Азалія              |
| 23 серпня         | The New Classic                | Іґґі Азалія              |
| 30 серпня         | The New Classic                | Іґґі Азалія              |
| 6 вересня         | Blacc Hollywood                | Віз Каліфа               |
| 13 вересня        | Blacc Hollywood                | Віз Каліфа               |
| 20 вересня        | Seen It All: The Autobiography | Jeezy                    |
| 27 вересня        | Anomaly                        | Lecrae                   |
| 4 жовтня          | Anomaly                        | Lecrae                   |
| 11 жовтня         | Anomaly                        | Lecrae                   |
| 18 жовтня         | Kauai                          | Childish Gambino         |
| 25 жовтня         | Kauai                          | Childish Gambino         |
| 1 листопада       | Blood Moon: Year of the Wolf   | The Game                 |
| 8 листопада       | Paperwork                      | T.I.                     |
| 15 листопада      | Paperwork                      | T.I.                     |
| 22 листопада      | Paperwork                      | T.I.                     |
| 29 листопада      | Cadillactica                   | Big K.R.I.T.             |
| 6 грудня          | Cadillactica                   | Big K.R.I.T.             |
| 13 грудня         | Shady XV                       | Shady Records            |
| 20 грудня         | Shady XV                       | Shady Records            |
| 27 грудня         | 2014 Forest Hills Drive        | Джей Коул                |